# Francisco de Villagra

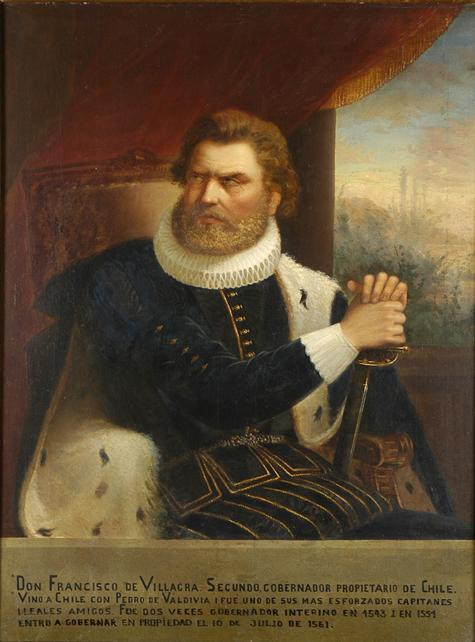
Francisco de Villagra

Francisco de Villagra, auch Francisco de Villagrán (* 1511 in Santervás de Campos, Spanien; † Februar 1563 in Concepción, Chile) war ein spanischer Konquistador und Gouverneur von Chile.

## Leben
Francisco de Villagra wurde 1511 als nicht ehelicher Sohn von Álvaro de Saría (oder Núñez Sarría) und Ana de Villagra, vermutlich in Santervás de Campos, in Spanien geboren. Er heiratete Cándida de Mortesa. Sie hatten einen gemeinsamen Sohn namens Pedro. Am 4. Januar 1537 schiffte sich Villagra in Sanlúcar de Barrameda auf einem Schiff unter dem Kommando von Juan Sánchez de Vizcaya nach Peru ein. Vermutlich noch im selben Jahr erreichte er Peru. Sicher ist, dass er sich im folgenden Jahr in Cusco befand und sich der Expedition des Pedro de Candía anschloss.
Im 1538 beginnenden Bürgerkrieg zwischen den Konquistadoren in Peru stand er auf der Seite des aufbegehrenden Diego de Almagro in Opposition zum legitimen Gouverneur Francisco Pizarro. Almagro wurde am 6. April 1538 in der Schlacht von Las Salinas bei Cuzco von Hernando Pizarro gefangenen genommen. Unter der Führung von Alonso de Mesa versuchte Francisco de Villagra, Almagro zu befreien. Das Vorhaben wurde verraten, Mesa hingerichtet, und Villagra rettete sich aufgrund einer Intervention von Gonzalo Pizarro. Villagra schloss sich danach Pero Anzúrez an, der ebenfalls ein Anhänger Almagros war. Nach etwa einem Jahr wurde auch diese Gruppe aufgerieben. Villagra schloss sich Mitte 1540 in Tarapacá Pedro de Valdivia an, der mit einer Konquista-Expedition nach Chile unterwegs war.
Nach der Gründung von Santiago im Januar 1541 wurde er Mitglied der kolonialen Stadtregierung. Am 6. Dezember 1547 ernannte ihn Pedro de Valdivia zu seinem Stellvertreter als Gouverneur von Chile. Villagra erstickte schon am darauf folgenden Tag einen aufkeimenden Putsch gegen ihn und ließ ohne die üblichen prozessualen und religiösen Förmlichkeiten den Anführer Pedro Sánchez de la Hoz enthaupten. Diese Aktion festigte das Vertrauensverhältnis mit Pedro de Valdivia.
Im Juli 1549 wurde Villagra von Valdivia mit Gold nach Peru gesandt, um Nachschub zu organisieren. Auf seiner Rückreise entlang der Ostseite der Andenkordillere traf er auf den Konquistador Juan Núñez de Prado, der gerade die Stadt Barco im heutigen Argentinien gegründet hatte. Weil Prado dabei zu weit südlich in ein Gebiet eingedrungen war, das Pedro de Valdivia zugesprochen war, kam es zu einer militärischen Auseinandersetzung. Villagra erzwang den Rückzug von Prado und stellte die neue Stadt unter die Verwaltung von Valdivia. Zwei Jahre dauerte diese Expedition, danach kam Villagra nach Chile zurück und siedelte sich in Imperial in der Nähe von Concepción an.
Nach dem Tod von Pedro de Valdivia im Dezember 1553 ergriff Villagra in Concepción die Nachfolge als Gouverneur Chiles und stellte sich gegen Rodrigo de Quiroga, der dasselbe in Santiago tat. Villagra stellte eine Truppe zusammen und marschierte nach Santiago, wo er Quiroga zum Rücktritt zwang und sich mit Gewalt die königliche Kasse aneignete.
Am 9. Januar 1557 ernannte der spanische Vizekönig in Peru Andrés Hurtado de Mendoza seinen Sohn García Hurtado de Mendoza zum Gouverneur von Chile. Villagra wurde vom neuen Gouverneur gefangen genommen, nach Lima überführt und vor der Real Audiencia angeklagt. Am 10. November 1559 wurde Villagra trotz aller Vorwürfe freigesprochen. Bis 1561 blieb er noch in Peru, danach löste er García Hurtado de Mendoza, der beim König Philipp II. in Ungnade gefallen war, als Gouverneur von Chile ab.
Francisco de Villagra starb während seiner Amtszeit, mit 56 Jahren, im Februar 1563 in Concepción. Er wurde in der Kirche San Francisco beigesetzt. Sein ehelicher Sohn Pedro war sechs Monate vorher umgekommen. Weitere Kinder waren Álvaro (* 1549), Francisco (* 1551) und Isabel de Villagra. Seinen Erben hinterließ er Schulden in Höhe von 120.000 Pesos in Gold, was dem Wert von etwa 60 kg Feingold entsprach.